# Sabrina Oumeur
 (juin 2024).
La mise en forme du texte ne suit pas les recommandations de Wikipédia : il faut le « wikifier ».
Les points d'amélioration suivants sont les cas les plus fréquents :
- Les titres sont pré-formatés par le logiciel. Ils ne sont ni en capitales, ni en gras.
- Le texte ne doit pas être écrit en capitales (les noms de famille non plus), ni en gras, ni en italique, ni en « petit »…
- Le gras n'est utilisé que pour surligner le titre de l'article dans l'introduction, une seule fois.
- L'italique est rarement utilisé : mots en langue étrangère, titres d'œuvres, noms de bateaux, etc.
- Les citations ne sont pas en italique mais en corps de texte normal. Elles sont entourées par des guillemets français : « et ».
- Les listes à puces sont à éviter, des paragraphes rédigés étant largement préférés. Les tableaux sont à réserver à la présentation de données structurées (résultats, etc.).
- Les appels de note de bas de page (petits chiffres en exposant, introduits par l'outil «  Source ») sont à placer entre la fin de phrase et le point final[comme ça].
- Les liens internes (vers d'autres articles de Wikipédia) sont à choisir avec parcimonie. Créez des liens vers des articles approfondissant le sujet. Les termes génériques sans rapport avec le sujet sont à éviter, ainsi que les répétitions de liens vers un même terme.
- Les liens externes sont à placer uniquement dans une section « Liens externes », à la fin de l'article. Ces liens sont à choisir avec parcimonie suivant les règles définies. Si un lien sert de source à l'article, son insertion dans le texte est à faire par les notes de bas de page.
- La présentation des références doit suivre les conventions bibliographiques. Il est recommandé d'utiliser les modèles {{Ouvrage}}, {{Chapitre}}, {{Article}}, {{Lien web}} et/ou {{Bibliographie}}. Le mode d'édition visuel peut mettre en forme automatiquement les références.
- Insérer une infobox (cadre d'informations à droite) n'est pas obligatoire pour parachever la mise en page.

Pour une aide détaillée, merci de consulter Aide:Wikification.
Si vous pensez que ces points ont été résolus, vous pouvez retirer ce bandeau et améliorer la mise en forme d'un autre article.
Sabrina Oumeur , née le 17 août 1987 à Arles , est une footballeuse internationale algérienne
évoluant au poste de Attaquante à Tarascon,,

## Biographie

### Carrière en sélection
En 16 mars 2016, Sabrina Oumeur a reçu sa première convocation en équipe d'Algérie,,,

## Statistiques
| Saison    | Equipe        | D1 | D1  | D1 | D2 | D2  | D2 | CdF | CdF | CdF | CE | CE  | CE | D3 | D3  | D3 |
| Saison    | Equipe        | M  | Tit | B  | M  | Tit | B  | M   | Tit | B   | M  | Tit | B  | M  | Tit | B  |
| --------- | ------------- | -- | --- | -- | -- | --- | -- | --- | --- | --- | -- | --- | -- | -- | --- | -- |
| 2002-2003 | Montpellier B |    |     |    |    |     |    |     |     |     |    |     |    |    |     |    |
| 2003-2004 | Montpellier B |    |     |    |    |     |    |     |     |     |    |     |    |    |     |    |
| 2004-2005 | Montpellier   | 3  | 0   | 2  |    |     |    |     |     |     | 1  | 0   | 0  |    |     |    |
| 2005-2006 | Montpellier   | 0  | 0   |    |    |     |    |     |     |     | 4  | 0   | 0  |    |     |    |
| 2013-2014 | Nîmes         |    |     |    | 18 | 16  | 8  |     |     |     |    |     |    |    |     |    |
| 2014-2015 | Nîmes         |    |     |    | 16 | 12  | 4  |     |     |     |    |     |    |    |     |    |
| 2015-2016 | Nîmes         | 19 | 16  | 5  |    |     |    | 3   | 3   | 1   |    |     |    |    |     |    |
| 2016-2017 | Nîmes         |    |     |    | 12 | 10  | 5  |     |     |     |    |     |    |    |     |    |
| 2017-2018 | Nîmes         |    |     |    | 20 | 18  | 7  | 1   | 1   | 0   |    |     |    |    |     |    |
| 2019-2020 | Tarascon      |    |     |    |    |     |    | 2   | 2   | 2   |    |     |    |    |     |    |
| 2023-2024 | Tarascon      |    |     |    |    |     |    |     |     |     |    |     |    |    |     |    |